# Siegfried Köstler
Siegfried Köstler (* 15. Dezember 1950) ist ein ehemaliger deutscher Fußballspieler.

## Karriere

### Spieler
Siegfried Köstler spielte bis 1971 beim 1. FC Paderborn. In der Saison 1969/70 war der Angreifer mit Paderborn in die Verbandsliga Westfalen aufgestiegen und belegte 1970/71 mit dem Aufsteiger den 9. Rang. Mit seinen Leistungen hatte er auf sich aufmerksam gemacht und nahm schließlich das Angebot von Borussia Dortmund aus der Fußball-Bundesliga zur Saison 1971/72 an. Er debütierte bei den Schwarz-Gelben unter Trainer Horst Witzler bereits am Rundenstarttag, den 14. August 1971, als er bei einer 1:2-Auswärtsniederlage beim MSV Duisburg in der 71. Minute für Alfons Sikora eingewechselt wurde. Beim 3:1-Heimerfolg am 31. August gegen Eintracht Frankfurt stürmte er auf Rechtsaußen, als Heimkehrer Jürgen Schütz sich als dreifacher Torschütze auszeichnete. Dortmund stieg unter Witzler-Nachfolger Herbert Burdenski mit drei Punkten Rückstand auf Hannover 96, die den rettenden 16. Platz belegten, ab. Der Mann aus Paderborn hatte 26 Bundesligaspiele absolviert und zwei Tore erzielt.
Er ging mit Dortmund in die zweitklassige Regionalliga West und gehörte der Umbruchmannschaft der Saison 1972/73 an. Der BVB hatte 12 Abgänge zu verzeichnen und nahm 10 Neuzugänge unter Vertrag. Darunter Spieler wie Horst Bertl, Peter Czernotzky und Helmut Nerlinger. Köstler startete erfolgreich mit Dortmund in die neue Spielklasse: Nach zehn Spieltagen wies der BVB einen Punktestand von 17:3 Punkten vor und erlebte erst am 12. Spieltag die erste Niederlage; die aber gegen den späteren Aufsteiger Rot-Weiss Essen (2:3). Köstler gehörte der Stammbesetzung an und die Hinrunde wurde mit 24:10 Punkten auf dem 3. Rang hinter Essen und Fortuna Köln abgeschlossen. 
Der Wiederaufstieg glückte nicht, es wurde durch eine schwächere Rückrunde der vierte Platz belegt; auch die Trainerablösung von Herbert Burdenski durch Detlef Brüggemann und auch noch von Max Michallek konnte daran nichts ändern. Köstler verließ die Borussia nach 32 Regionalligaeinsätzen mit acht Toren und schloss sich zur Saison 1973/74 dem FC St. Pauli in der Regionalliga Nord an. Mit der Millerntor-Elf errang er an der Seite von Mitspielern wie Wolfgang Kampf, Horst Wohlers, Rolf Höfert, Harald Münster, Wolfgang Wellnitz, Werner Nickel, Horst Neumann und dem 33-fachen Torschützen Franz Gerber die Vizemeisterschaft und zog in die Bundesligaaufstiegsrunde ein. Köstler hatte zur Vizemeisterschaft in 29 Ligaeinsätzen fünf Tore beigesteuert.
Er spielte die nächsten Jahre in der Zweitklassigkeit der neu eingeführten 2. Fußball-Bundesliga. Von 1974 bis 1976 beim 1. FSV Mainz 05, wo er bei den Rheinhessen in seinem zweiten Jahr, 1975/76, im Bruchwegstadion in 30 Ligaspielen 13 Tore erzielte und mit den Nullfünfern den 12. Platz belegen konnte. Auch hier erlebte der Angreifer Unruhe auf der Trainerbank. Gerd Menne eröffnete die Runde, interim überbrückte kurzfristig Gerd Higi, ehe Horst Hülß ab dem 20. Spieltag die Runde bei dem in finanziellen Turbulenzen befindlichen FSV beendete.
1976/77 folgte eine Saison bei den „Lilien“ vom SV Darmstadt 98, ehe er nochmals 1977/78 in die Bundesliga berufen wurde: Seine letzte Saison als Profispieler verbrachte er beim TSV 1860 München in der Bundesliga, wo er nochmals in neun Ligaspielen zum Einsatz kam. Unter Trainer Heinz Lucas absolvierte er in der Hinrunde seine neun Ligaeinsätze; das letzte Bundesligaspiel absolvierte er am 12. Oktober 1977 bei einer 1:4-Auswärtsniederlage beim FC St. Pauli, als er in der 37. Minute für Alfred Kohlhäufl eingewechselt wurde. Die „Löwen“ belegten nach dem 11. Spieltag mit 2:20 Punkten den 18. Rang. Köstler konnte sich im Laufe der Runde nicht gegen die interne Offensivkonkurrenz Erhard Hofeditz, Georg Metzger, Wolfgang Metzler und Anton Nachreiner behaupten.

### Trainer
Direkt nach seiner Karriere als Fußballspieler arbeitet Köstler beim Oberligisten FV Ravensburg als Spielertrainer. Er absolvierte seine Fußballlehrer-Lizenz an der Sporthochschule Köln, zusammen mit Ralf Rangnick, Klaus Toppmöller und Dragoslav Stepanović. Anfang 1983 wurde er vom abstiegsbedrohten Klub durch Michael Krause ersetzt. Später lebte er zeitweise in Brasilien und arbeitete an einer Fußballschule, ehe er sich nach seiner Rückkehr in Düsseldorf als Kurierfahrer selbstständig machte. Parallel ist er in der Jugendarbeit aktiv.